# جاكوب مون
جاكوب مون هو كاتب أغاني ومغني كندي، ولد في القرن العشرين.

## وصلات خارجية
- الموقع الرسمي
- جاكوب مون على موقع ميوزك برينز (الإنجليزية)